# Alzheimer's Research & Therapy
Alzheimer's Research & Therapy è una rivista medica ad accesso aperto e sottoposta a revisione paritaria, che si occupa di ricerca sulla malattia di Alzheimer. È affiliata all'Alzheimer's Research UK.
È stata fondata nel 2009 ed è pubblicata da BioMed Central.
Pubblica ricerche di base, nonché studi clinici, ricerche sulla scoperta e lo sviluppo di farmaci e studi epidemiologici.
I caporedattori sono Delphine Boche (Università di Southampton), Miia Kivipelto (Istituto Karolinska) e Charlotte Teunissen (Centro medico universitario di Amsterdam).
Gli articoli sono rilasciati sotto Creative Commons Attribution License 4.0.

## Indicizzazione
Gli abstract e gli articoli sono indicizzati da: Chemical Abstracts Service, Embase, Science Citation Index Expanded e Scopus.
Secondo il Journal Citation Reports, il fattore di impatto per il 2023 è stato pari a 8,0.